# سيلفانو مارتينا
سيلفانو مارتينا (بالإيطالية: Silvano Martina)‏ (20 مارس 1953 بسراييفو في البوسنة والهرسك - ) هو لاعب كرة قدم إيطالي في مركز حراسة المرمى. لعب مع إنتر ميلان ونادي بريشيا ونادي تورينو ونادي جنوى ونادي فاريسي ونادي لاتسيو وهيلاس فيرونا وايه إس دي سامبينديتيس كالتشيو ‏.

## وصلات خارجية
- سيلفانو مارتينا على موقع قاعدة بيانات كرة القدم.إي يو (الإنجليزية)
- سيلفانو مارتينا على موقع عالم كرة القدم.نت (الإنجليزية)